# Horváth Béla (költő)
Horváth Béla (Budapest, 1908. május 25. – Budapest, Terézváros, 1975. november 26.) magyar költő, újságíró, műfordító, lapszerkesztő, pedagógus.

## Életpályája
Horvát József cipészsegéd és Miovácz Apollónia fia. Középiskolai tanulmányait Veszprémben végezte, ahol részt vett a katolikus diákmozgalomban. Ezt követően Párizsba utazott tanulmányútra. Első írásai a Napkeletben jelentek meg. 1927-ben adták ki első verseskötetét, ugyanettől az évtől kezdve Budapesten dolgozott mint újságíró. A katolikus Nemzeti Újság munkatársa volt, továbbá a lengyel–magyar kapcsolatok ápolását célul tűző Magyar Mickiewicz Társaságnak is.
Egyik alapítója 1935-ben a Vigiliának és 1936-ban a Szép Szónak. 1937–1941 között az Esti Kurír újságírója és egyúttal irodalmi szerkesztője volt. 1937-ben jelen volt József Attila temetésén, melyen elmondott verse miatt letartóztatták, ám Mónus Illés jóvoltából hamarosan elengedték. 1938-ban cikkei miatt izgatás vádjával fél évre börtönbe zárták. 1939-ben Volksbund-ellenes írása miatt lázítással vádolták meg. 1942-ben egy Vajthó László által szerkesztett lírai antológiáról írt kritikájában az antológia költőit – Radnóti Miklós, Rónai Mihály András, Vas István, Faludy György stb. – „irodalmi alvilág”-nak bélyegezte, s ez a cikke hozzájárult Radnóti és a többiek meghurcolásához. Ugyanakkor – és ez mélyen jellemző Horváth Bélára – az ebben az évben megjelenő Pepinka szép kisasszony című regényében a szerelmi történet hátterében háború- és németellenes nézeteit fejtette ki. 1943-tól megszakításokkal büntetőszázadban szolgált, 1945-ben amerikai hadifogságba került. Szabadulása után 1945–1948 között Rómában dolgozott újságíróként. 1948–1952 között a genovai ferences iskolában történelmet tanított. 1952-től tíz évig Németországban, Münchenben élt; 1957-ig a Szabad Európa Rádió munkatársa volt. 1957–1958-ben a müncheni Látóhatár egyik szerkesztőjeként működött.
1962-ben a konszolidálódásra törekvő Kádár-rezsim „örömmel fogadta” Horváth Béla hazatérését, és engedélyezte számára, hogy korábbi lapjának (Látóhatár) nevét megtartva folyóiratot szerkeszthessen. A lap szemléző-jellegű volt, első közlések általában nem jelentek meg benne, a kevés kivételek egyike az 1964–1968 között publikált Emlékezések és magyarázatok című visszatekintés, amelyben Horváth önfelmentés szándékával elemzi addigi életútját.

## Művei
- Galamb (vers, Sík Sándorral, 1927)
- Szőlőhegy délben (versek, 1929)
- Minden mozdulatlan (versek, 1931)
- Minden kapudon keresztül (költemények prózában, 1932)
- Legjobb a lehetetlen (versek, 1935)
- Utolsó jelenések (versek, 1937)
- Pogányság vagy kereszténység, szolgaság vagy szabadság (tanulmány, 1938)
- Szabadító angyal (versek, 1939)
- A csodálatos szőlőtő. A kis kanász viaskodása (elbeszélő költemények, 1941)
- Hol vagy te nép? Összegyűjtött versek (összegyűjtött versek, 1942)
- Pepinka szép kisasszony. Egy szerelem története. (regény, 1942)
- Karnevál (vers, 1942)
- Húsz olasz költő (műfordítások, 1942)
- Nyugati szél (műfordítás, 1943)
- Versek (versek, 1955)
- A végkor (versek, 1962)